# Locuri din Patrimoniul Mondial UNESCO

Emblema Patrimoniului Mondial

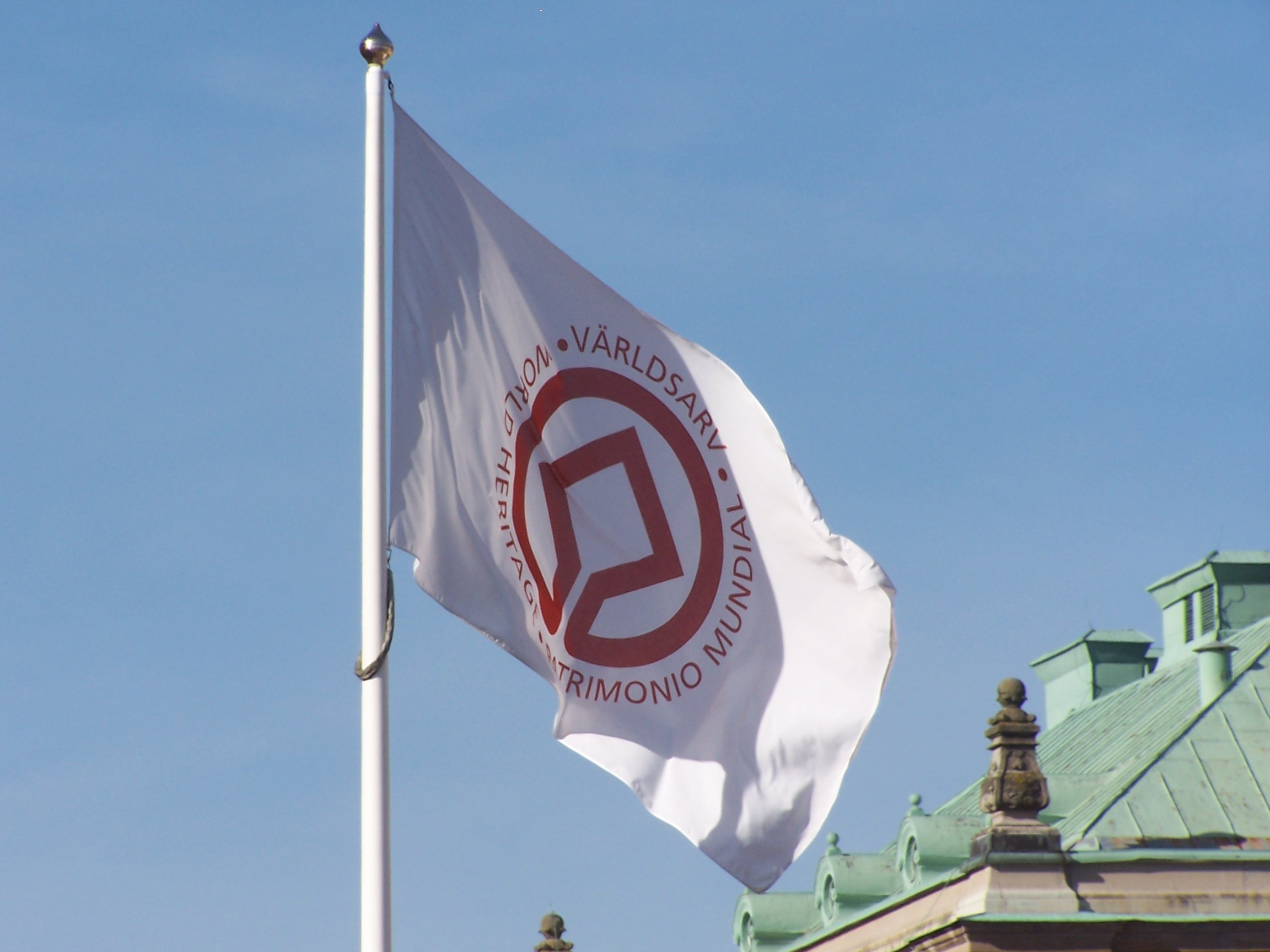
Drapelul Patrimoniului Mondial UNESCO

Organizația Națiunilor Unite pentru Educație, Știință și Cultură (UNESCO) a propus un plan de protejare a bunurilor culturale și naturale din lume, prin Convenția privind Protecția Patrimoniului Mondial Cultural și Natural, aprobată în 1972.
În februarie 2024 erau 1199 de bunuri și locuri din 168 de țări pe listă.
Mai jos se prezintă lista de bunuri și locuri (clasificate alfabetic după țări) care aparțin Patrimoniului Mondial (sau Patrimoniului Comun al Umanității). În stânga: anul preluării bunului / locului pe Lista UNESCO.

## A

### Afganistan

Statuia distrusă a lui Budha din Afganistan

- 2002 Minaretul și vestigiile arheologice de la Jam / Djam.
- 2003 Peisajul cultural și vestigiile arheologice din Valea Bamiyan.

### Africa de Sud
- 1999 Parcul natural din zona umedă Sainte-Lucie.
- 1999 Insula Robben.
- 1999, 2005 Siturile fosilifere cu hominizi de la Sterkfontein, Swartkrank, Kromdraai și din împrejurimile acestora.
- 2000 Parcul natural Drakensberg (Qathlamba).
- 2003 Peisajul cultural din Mapungubwe.
- 2004 Arealul protejat din regiunea Cap Floral.
- 2005 Domul Vredefort.
- 2007 Peisajul cultural și botanic de la Richtersveld.
- 2017 Peisajul cultural ǂKhomani

### Albania
- 1992, 1999, 2007 Ruinele vechiului oraș Butrint
- 2005, 2008 Centrele istorice ale orașelor Berat și Gjirokastra
- 2017 Pădurile primare și bătrâne de fag din Carpați și din alte regiuni ale Europei

### Algeria
- 1980 Fortificația montană Beni Hammad
- 1982 Ruinele romane de la Djémila
- 1982 Valea M'Zab
- 1982 Picturile rupestre din zona Tassili n'Ajjer
- 1982 Ruinele romane de la Timgad
- 1982 Ruinele vechiului oraș Tipasa
- 1992 Orașul vechi (Kasbah) din Alger

### Andorra
- 2004 Peisajul cultural-natural din zona Vall del Madriu-Perafita-Claror.

### Angola
- 2017 Mbanza Kongo, vestigiile capitalei fostului Regat Kongo

### Antigua și Barbuda
- 2016 Șantierul naval din Antigua și siturile arheologice asociate⁠(d)

### Arabia Saudită
- 2008 Siturile arheologice de la Al-Hijr (Madâin Sâlih)
- 2010 Zona istorică At-Turaif din Ad-Dir’iyah
- 2014 Orașul istoric Jeddah, poarta către Mecca
- 2015 Arta pe piatră din regiunea Hail⁠(d)

### Argentina
- 1981 Parcul național „Los Glaciares“.
- 1984 Parcul național Iguazu.
- 1983, 1984 Cele 4 așezăminte misionare iezuite pentru guarani de la San Ignacio Mini, Santa Ana, Nuestra Señora de Loreto și Santa Maria Mayor.
- 1999 Peninsula Valdés.
- 1999 Picturile murale din peștera “Cueva de las Manos”, Rio Pinturas.
- 2000 Parcurile naturale Ischigualasto și Talampaya.
- 2000 Ansamblurile de clădiri iezuite din zona Córdoba.
- 2003 Quebrada de Humahuaca.
- 2014 Qhapaq Ñan, sistemul de drumuri din Anzi⁠(d)
- 2016 Opera arhitectonică⁠(d) a lui Le Corbusier, remarcabilă contribuție la mișcarea modernă
- 2017 Parcul Național Los Alerces

### Armenia
- 1996, 2000 Mănăstirile Haghpat și Sanahin
- 2000 Catedrala și bisericile din Etchmiadsin și situl arheologic din Zvartnots
- 2000 Mănăstirea din Geghard

### Australia
- 1981 Marea Barieră de Corali

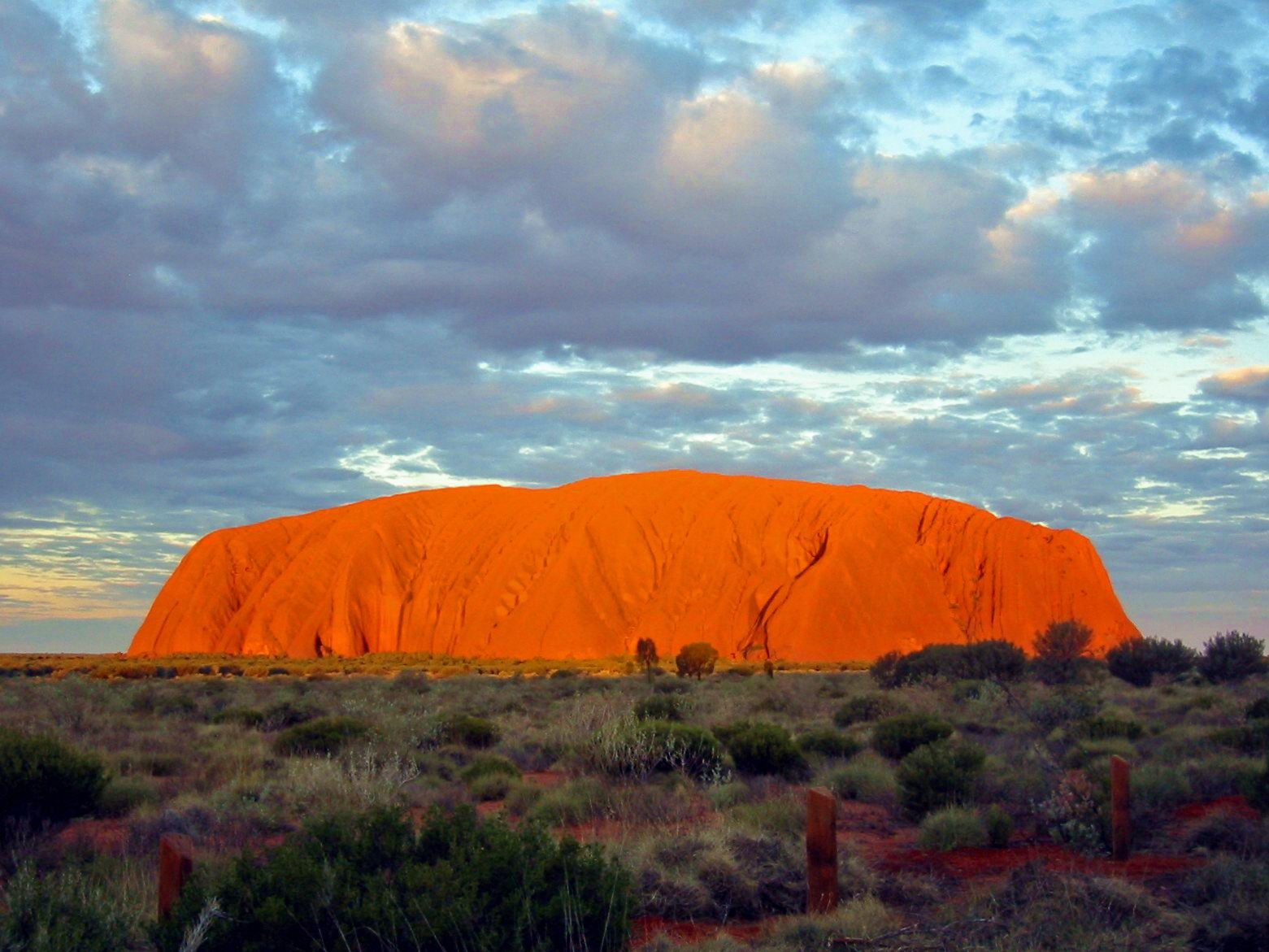
Parcul Uluru-Kata Tjuta, Australia

- 1981, 1987, 1992 Parcul Național Kakadu
- 1981 Zona lacustră Willandra
- 1982, 1989 Parcurile naturale din Tasmania de vest
- 1982 Grupa de insule Lord Howe
- 1986, 1994 Rezervațiile forestiere umede din estul Australiei
- 1987, 1994 Parcul Național Uluru (Ayers Rock) - Kata Tjuta (Mount Olgas)
- 1988 Parcul Național Wet Tropics în Queensland
- 1991 Parcul Național Shark Bay din vestul Australiei
- 1992 Insula Fraser
- 1994 Situl fosilifer cu mamifere de la Riversleigh / Naracoorte
- 1997 Insulele vulcanice subantarctice Heard și McDonald
- 1997 Insula Macquarie
- 2000 Parcul Național Blue-Mountains
- 2003 Parcul Național Purnululu
- 2004 Clădirea regală de expoziții și grădinile Carlton
- 2007 Opera din Sydney
- 2010 Lagărul istoric al deținuților
- 2011 Coasta Ningaloo

### Austria
- 1996 Centrul istoric al orașului Salzburg
- 1996 Palatul și Grădinile Schönbrunn din Viena
- 1997 Peisajul cultural Hallstatt-Dachstein din regiunea Salzkammergut
- 1998 Linia ferată din Semmering
- 1999 Centrul istoric din Graz și castelul Eggenberg
- 2000 Peisajul cultural din Wachau
- 2001 Centrul istoric al Vienei
- 2011 Siturile palafitice preistorice din jurul Alpilor de pe teritoriul Austriei

- 2001 Peisajul cultural de la Lacul Neusiedler / Fertöd

### Azerbaidjan
- 2000 Partea fortificată a orașului Baku, cu Palatul Shirwan Shah și Turnul Fecioarei
- 2007 Peisajul cultural cu picturi rupestre din Gobustan

## B

### Bahrain
- 2005 Situl arheologic Qal'at al-Bahrain
- 2012 Culturile de stridii producătoare de perle.

### Bangladesh
- 1985 Orașul istoric Bagerhat
- 1985 Ruinele mănăstirii budiste (vihara) de la Paharpur
- 1997 Sundarbans (alături de India)

### Barbados
- 2011 Orașul vechi Bridgetown și garnizoana sa

### Belarus
- 1979, 1992 Parcul Național Belavežskaja Pušča
- 2000 Castelul Mir
- 2005 Arcul geodezic Struve (pe teritoriul Belarusului)
- 2005 Bunurile arhitectonice și culturale ale familiei de nobili Radziwiłł din Niasviž

### Belgia
- 1998 Ansamblul „Béguinages flamands”
- 1998 Piața Centrală („Grote Markt” / „Grand' Place”) din Bruxelles
- 1998 Cele patru elevatoare navale de pe „Canal du Centre”
- 1999, 2005 Turnurile înalte cu ceas („Beffrois” / „Belfriede”) din Flandra și Valonia
- 2000 Cariera de silex din Spienne (Mons)
- 2000 Catedrala Notre Dame din Tournai
- 2000 Centrul istoric din Bruges
- 2005 Muzeul Plantin-Moretus din Anvers
- 2009 Palatul Stoclet din Bruxelles
- 2012 Minele de exploatare a cărbunelui din Valonia
- 2016 Opera arhitectonică⁠(d) a lui Le Corbusier, remarcabilă contribuție la mișcarea modernă
- 2017 Pădurile primare și bătrâne de fag din Carpați și din alte regiuni ale Europei

### Belize
- 1996 Sistemul rezervației Bariera de Corali din Belize

### Benin
- 1985 Palatele Regale din Abomey
- 2017 Complexul W-Arly-Pendjari

### Bolivia
- 1987 Orașul Potosi cu minele sale de argint
- 1990 Centrul misionar iezuit din Chiquitos
- 1991 Orașul vechi din Sucre
- 1998 Fortăreața precolumbiană Samaipata
- 2000 Parcul Național Noel Kempff Mercado
- 2000 Ruinele precolumbiene de la Tiahuanaco
- 2014 Qhapaq Ñan, sistemul de drumuri din Anzi⁠(d)

### Bosnia-Herțegovina
- 2005 Podul Vechi („Stari Most”) și vechiul centru istoric al Mostarului
- 2007 Podul „Mehmed Paša Sokolović” din Višegrad
- 2016 Cimitirele medievale cu pietre funerare Stećci

### Botswana
- 2001 Relieful de la Tsodilo cu picturi rupestre
- 2014 Delta Okavango

### Brazilia
- 1980 Centrul vechi din Ouro Preto
- 1982 Centrul vechi din Olinda
- 1983, 1984 Centrul misionar iezuit Guarani, ruinele São Miguel das Missões
- 1985 Centrul istoric din Salvador de Bahia
- 1985 Biserica de pelerinaj „Bunul Isus” din Congonhas
- 1986 Parcul Național Iguaçu
- 1987 Brasília
- 1991 Parcul Național Serra da Capivara (cu picturi rupestre)
- 1997 Nucleul vechi istoric al orașului São Luís do Maranhão
- 1999 Centrul istoric din Diamantina
- 1999 Zona Pădurilor Virgine din Costa do Descobrimento
- 1999 Pădurile din zona Atlanticului de sud-est
- 2000, 2003 Zona protejată a Amazonului Central, Parcul Național Jaú
- 2000 Domeniul natural protejat Pantanal
- 2001 Centrul istoric din Goiânia
- 2001 Parcurile Naționale Chapada dos Veadeiros și Emas
- 2001 Rezervația insulară Fernando de Noronha, Atolul Rocas
- 2010 Piața São Francisco din São Cristóvão
- 2012 Rio de Janeiro: Peisaje Carioca între munte și mare
- 2016 Ansamblul modern Pampulha
- 2017 Situl arheologic Cheiul Valongo

### Bulgaria
- 1979 Biserica Boiana din Sofia
- 1979 Relieful ecvestru al Cavalerului din Madara
- 1979 Bisericile săpate în stâncă din Ivanovo
- 1979 Mormântul tracic de la Kazanlăk
- 1983 Orașul vechi Nesebăr
- 1983 Mănăstirea Rila
- 1983 Parcul Național Pirin
- 1983 Rezervația naturală complexă de la Srebarna
- 1985 Mormântul tracic de la Sveștari
- 2017 Pădurile primare și bătrâne de fag din Carpați și din alte regiuni ale Europei

### Burkina Faso
- 2009 Ruinele de la Loropéni
- 2017 Complexul W-Arly-Pendjari

## C

### Cambodgia
- 1992 Ruinele de la Angkor (Angkor Wat, Banteay Kdei, Banteay Srei, Bayon, Prasat Kravan, Ta Prohm, Ta Som)
- 2008 Templul de la Preah Vihear
- 2017 Zona templului of Sambor Prei Kuk, situl arheologic Ishanapura Antică

### Camerun
- 1987 Rezervația zoologică Dja
- 2012 Parcul național Sangha-Tri

### Canada
- 1978 Parcul național istoric "L'Anse aux Meadows" (așezare a wikingilor)
- 1978 Parcul național Nahanni
- 1979 Parcul paleontologic al Dinozaurilor
- 1979 Parcurile naționale Kluane, Wrangell-Saint-Elias și Tatshenshini-Alsek
- 1981 Insula Anthony
- 1981 "Head Smashed-in Bison Jump"
- 1983 Parcul național Wood Buffalo
- 1984 Parcul național din masivul muntos Rocky Mountains
- 1985 Zona istorică din orașul Québec
- 1987 Parcul național Gros Morne
- 1995 Orașul vechi din Lunenburg
- 1995 Parcurile naționale Waterton și Glacier
- 1999 Situl paleontologic Miguasha
- 2007 Canalul Rideau
- 2008 Situl fosilifer Joggins
- 2012 Peisajul cultural din Grand Pré
- 2013 Centrul basc de vânare a balenelor Red Bay
- 2016 Rezervația Ecologică Mistaken Point⁠(d)

### Capul Verde
- 2009 "Cidade Velha" (centrul istoric vechi din orașul Ribeira Grande)

### Cehia
- 1992 Centrul vechi istoric din Praga
- 1992 Centrul vechi istoric din Český Krumlov
- 1992 Centrul vechi istoric din Telč
- 1994 Biserica de pelerinaj „Sf. Ioan Nepomuk” de pe „Zelená Hora”, lângă Žďár nad Sázavou
- 1995 Biserica mănăstirii Sedlec și centrul vechi istoric, ambele din orașul Kutná Hora
- 1996 Peisajul cultural din Lednice-Valtice[2]
- 1998 Vechiul sat Holašovice
- 1998 Castelul și parcul din Kroměříž
- 1999 Castelul Lytomyšl
- 2000 „Coloana Trinității” (cunoscută și sub denumirea de Coloana Ciumei) din Olomouc
- 2001 „Vila Tugendhat” din Brno
- 2003 Cartierul evreiesc și biserica Sf. Procopie din Třebíč

### Chile
- 1995 Parcul Național Rapa Nui (Insula Paștelui)
- 2000 Bisericile de lemn de la Chiloé
- 2003 Cartierul istoric al portului Valparaiso
- 2005 Instalațiile de exploatare a salpetrului de la Humberstone și Santa Laura
- 2006 Orașul minier cuprifer Sewell
- 2014 Qhapaq Ñan, sistemul de drumuri din Anzi⁠(d)

### China
- 1987 Marele Zid Chinezesc
- 1987 Zona montană Tai Shan

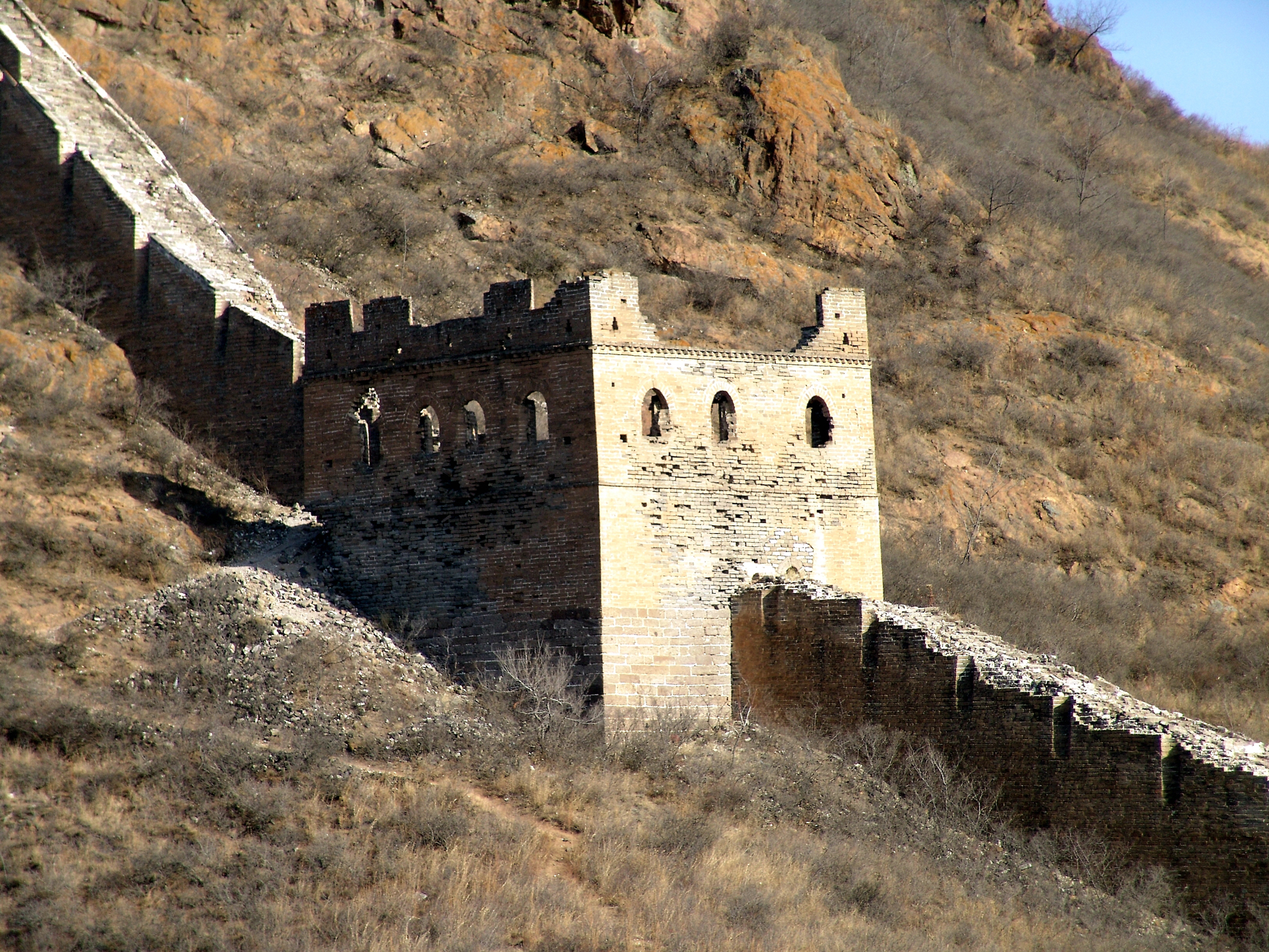
Marele Zid Chinezesc

- 1987, 2004 Palatele imperiale ale dinastiei Ming și Qing din Beijing și Shenyang
- 1987 Grotele din Mogao
- 1987 Mauzoleul primului împărat Qin Shi Huang, cu Armata din teracotă
- 1987 Situl paleontologic „Omul din Pekin“ din Zhoukoudian
- 1990 Regiunea Huang Shan
- 1992 Valea Jiuzhaigo
- 1992 Regiunea calcaroasă Huanglong
- 1992 Regiunea Wulingyuan
- 1994 Reședința de vară și templele de la Chengde
- 1994 Templul lui Confucius și reședința familiei Kong din Qufu
- 1994 Monumentele taoiste din zona montană Wudang[3]
- 1994, 2000, 2001 Ansamblul Palatului Potala din Lhasa[4]
- 1996 Parcul Național Lushan
- 1996 Zona montană Shan Emei și „Marele Buddha din Leshan“
- 1997 Centrul vechi istoric din Lijiang
- 1997 Centrul vechi istoric din Ping Yao
- 1997, 2000 Grădinile din Suzhou
- 1998 Grădinile imperiale și Palatul de vară din Beijing
- 1998 „Templul Cerului“ cu altarul imperial de sacrificiu din Beijing
- 1999 Sculpturile rupestre din Dazu
- 1999 Muntele Wuyi
- 2000 Vechile sate Xidi și Hongcun
- 2000, 2003, 2004 Mormintele imperiale ale dinastiilor Ming și Qing
- 2000 Grotele din Longmen
- 2000 Muntele Qincheng și sistemul de irigație de la Dujiangyan
- 2001 Grotele de la Yungang
- 2003 Zonele protejate ale celor trei fluvii paralele din Yunnan
- 2004 Siturile arheologice ale fostului regat Koguryo
- 2005 Centrul vechi istoric din Macao
- 2006 Rezervația naturală din Sichuan
- 2006 Yin Xu
- 2007 Peisajul carstic din China sudică
- 2007 Dialolou și satele din Kaiping
- 2008 Construcțiile circulare de lut Tulou din Fujian
- 2008 Parcul național Sanqingshan
- 2009 Muntele Wutai
- 2010 Lăcașurile istorice Dengfeng din "Centrul Cerului și Pământului"
- 2010 Parcul natural Danxia
- 2011 Lacul de vest din Hangzou
- 2012 Xanadu, fosta capitală întemeiată de conducătorul mongol Kublai
- 2012 Situl paleontologic de la Chengjiang
- 2013 Masivul Tian Shan din Xinjiang
- 2013 Peisajul cultural Hani (terasele de cultură a orezului din provincia Yunnan)
- 2014 Drumul mătăsii: rețelele de drumuri din coridorul Chang'an-Tianshan
- 2015 siturile Tusi⁠(d)
- 2016 Hubei Shennongjia⁠(d)
- 2016 Peisajul cultural al picturilor rupestre Zuojiang Huashan⁠(d)
- 2017 Kulangsu, o așezare istorică internațională
- 2017 Qinghai Hoh Xil

### Ciad
- 2012 Peisajul lacustru Ounianga
- 2016 Platoul Ennedi⁠(d): peisaj natural și cultural

### Cipru
- 1980 Situl arheologic de la Paphos
- 1985, 2001 Bisericile cu picturi murale din regiunea Troodos
- 1998 Vestigiile arheologice de la Choirokoitia

### Coasta de Fildeș
- 1981, 1982 Zona naturală protejată Nimba
- 1982 Parcul Național Tai
- 1983 Parcul Național Comoé
- 2012 Centrul istoric din Grand-Bassam

### Columbia
- 1984 Portul, fortificațiile și monumentele epocii coloniale din Cartagena
- 1994 Parcul Național Los Katjos
- 1995 Vechiul centru istoric din Santa Cruz de Mompox
- 1995 Situl arheologic Tierradentro
- 1995 Situl arheologic San Agustín
- 2006 Rezervația naturală Malpelo
- 2011 Peisajul cultural al cafelei
- 2014 Qhapaq Ñan, sistemul de drumuri din Anzi⁠(d)

### Coreea de Nord
- 2004 Mormintele Koguryo
- 2013 Situl istoric din Kaesŏng

### Coreea de Sud
- 1995 Templele Sokkuran și Pulguksa
- 1995 Templul Haeinsa Changgyong P'ango
- 1995 Altarul Chongmyo din Seoul
- 1997 Palatul Ch’angdokkung
- 1997 Fortăreața Hwasong
- 2000 Monumentele funerare megalitice (dolmene) de la Koch'ang, Hwasun și Kanghwa
- 2000 Siturile istorice de la Kyongju
- 2007 Insula vulcanică Jeju
- 2009 Mormintele regale ale dinastiei Choson
- 2010 Satele istorice Hahoe și Yangdong
- 2014 Namhansanseong⁠(d)
- 2015 Zonele istorice Baekje⁠(d)

### Costa Rica
- 1983, 1990 Parcurile Naționale Talamanca și La Amistad
- 1997, 2002 Parcul Național Isla del Coco
- 1999, 2004 Zona naturală protejată Guanacaste
- 2014 Satele precolumbiene cu sfere de piatră ale căpeteniilor Diquís

### Croația
- 1979, 1994 Centrul istoric din Dubrovnik
- 1979 Centrul istoric și Palatul lui Dioclețian din Split
- 1979, 2000 Parcul Național Lacurile Plitvice
- 1997 Orașul vechi Trogir, Bazilica Eufrasiana
- 2000 Catedrala Sf. Iacob din Šibenik
- 2008 Zona Stari Grad
- 2016 Cimitirele medievale cu pietre funerare Stećci
- 2017 Fortificațiile defensive venețiene din secolele al XVI-lea și al XVII-lea: Stato da Terra – vestul Stato da Mar
- 2017 Pădurile primare și bătrâne de fag din Carpați și din alte regiuni ale Europei

### Cuba
- 1982 Nucleul urban vechi si fortificațiile orașului Havanna
- 1988 Orașul Trinidad și fabricile de zahăr din zona Valle de los Ingenios
- 1997 Cetatea "San Pedro de la Roca" din orașul Santiago de Cuba
- 1999 Parcul Național "Desembarco del Granma"
- 1999 Peisajul cultural din valea Viñales
- 2000 Peisajul arheologic al primelor plantaje de cafea din sud-estul țării
- 2001 Parcul Național "Alexander von Humboldt"
- 2005 Centru vechi istoric din orașul Cienfuegos
- 2008 Centrul istoric din Camagüey

## D

### Danemarca
- 1994 Vestigiile istorice de la Jelling
- 1995 Catedrala din Roskilde
- 2000 Castelul Kronborg din Helsingør
- 2004 Fiordul glaciar de la Ilulissat (Groenlanda)
- 2014 Stevns Klint⁠(d)
- 2015 Christiansfeld, o așezare a Bisericii Morave
- 2015 Peisajul de vânătoare par force din nordul Zealandului⁠(d)
- 2017 Kujataa, Groenlanda: ferme nordice și inuite la marginea calotei glaciare

### Dominica
- 1997 Parcul Național Morne Trois Pitons

## E

### Ecuador
- 1978, 2001 Insulele Galápagos
- 1978 Centrul istoric al orașului Quito
- 1983 Parcul Național Sangay
- 1999 Centrul istoric din Santa Ana de los Rios de Cuenca
- 2014 Qhapaq Ñan, sistemul de drumuri din Anzi⁠(d)

### El Salvador
- 1993 Situl arheologic de la Joya de Cerén

### Egipt
- 1979 Teba și necropolele sale
- 1979 Centrul istoric din Cairo
- 1979 Piramidele din Gizeh și orașul antic Memphis
- 1979 Vestigiile paleocreștine de la Abu Mena]
- 1979 Monumentele de la Abu Simbel și Philae
- 2002 Mănăstirea Sf. Ecaterina de pe Muntele Sinai
- 2005 Wadi Al-Hitan („Valea Balenelor“)]

### Elveția
- 1983 Mănăstirea benedictină de la St. Gallen (Abația Sankt Gallen)
- 1983 Mănăstirea benedictină Sf.Ioan din Val Müstair
- 1983 Centrul vechi istoric din Berna
- 2000 Cele trei cetăți din Bellinzona
- 2001, 2007 Regiunea alpină Jungfrau-Aletsch-Bietschhorn
- 2003 „Monte San Giorgio”, lângă Lacul Lugano
- 2007 Terasele viticole din districtul Lavaux (Cantonul Vaud)
- 2008 Calea ferată retică din zona Albula și Bernina
- 2008 Zona montană Sardona
- 2009 La Chaux-de-Fonds și Le Locle, centre de ceasornicării
- 2011 Siturile palafitice preistorice din jurul Alpilor de pe teritoriul Elveției
- 2016 Opera arhitectonică⁠(d) a lui Le Corbusier, remarcabilă contribuție la mișcarea modernă

### Emiratele Arabe Unite
- 2011 Siturile culturale din Al Ain

### Eritreea
- 2017 Asmara — un oraș modernist al Africii

### Estonia
- 1997 Centrul istoric din Tallinn
- 2005 Arcul geodezic Struve (pe teritoriul Estoniei)

### Etiopia
- 1978 Bisericile săpate în stâncă de la Lalibela
- 1978 Parcul național Simien
- 1979 Fasil Ghebbi din regiunea Gondar
- 1980 Ruinele din Aksum
- 1980 Cursul inferior al râului Awash
- 1980 Cursul inferior al râului Omo
- 1980 Stelele reliefate de la Tiya
- 2006 Harar, orașul vechi
- 2011 Peisajul cultural din ținutul Konso

## F

### Fiji
- 2013 Portul istoric Levuka

### Filipine
- 2014 Rezervația vieții sălbatice Muntele Hamiguitan

### Finlanda
- 1991 Vechiul oraș Rauma
- 1991 Fortificația Suomenlinna de lângă Helsinki
- 1994 Vechea biserică din Petäjävesi
- 1996 Fabrica de pulpă de hârtie și carton Verla
- 1999 Situl funerar din epoca de bronz Sammallahdenmäki
- 2000, 2006 Arhipelagul Kvarken
- 2005 Arcul geodezic Struve (pe teritoriul Finlandei)

### Franța

Mont Saint-Michel, noaptea

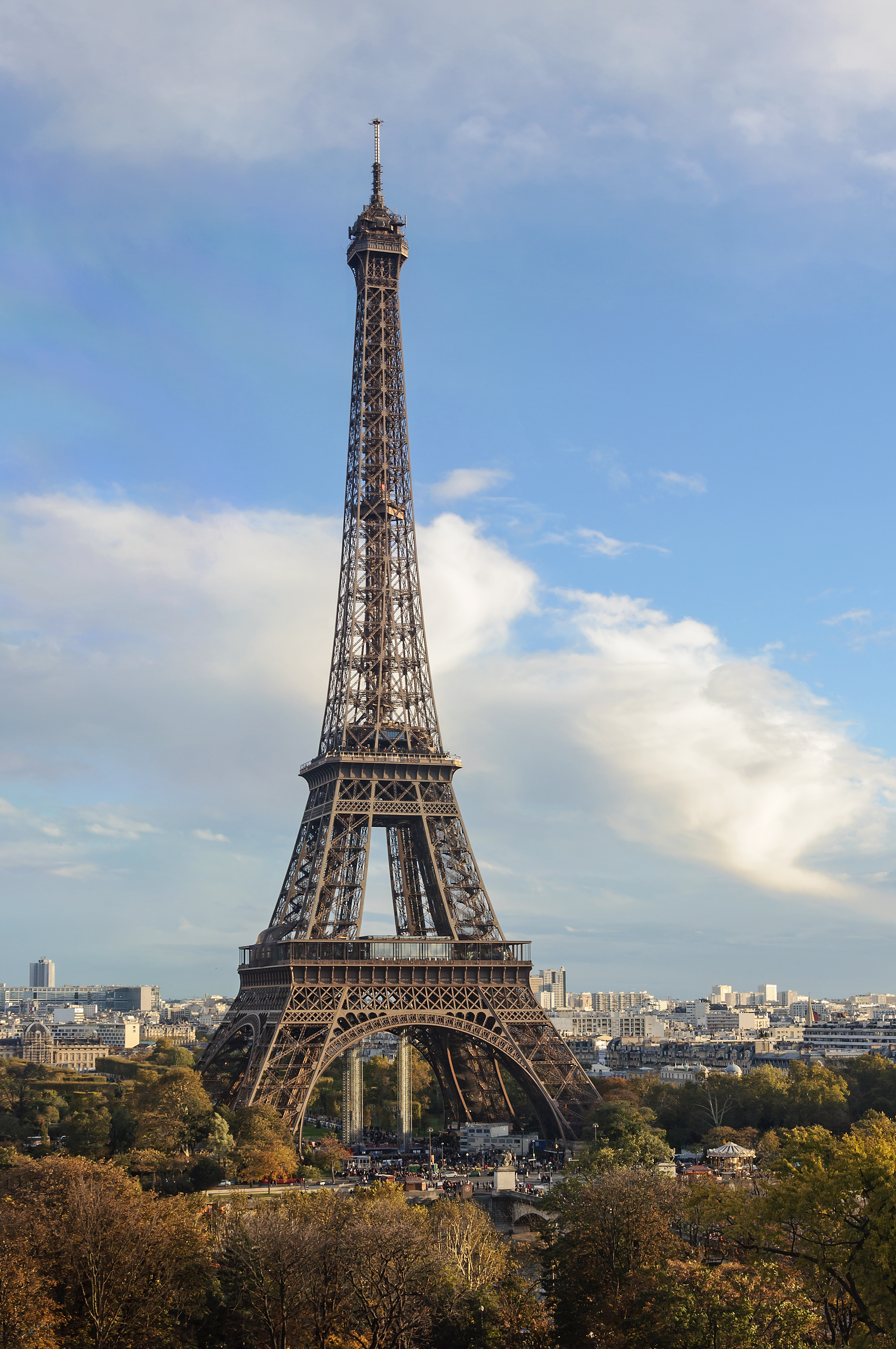
Turnul Eiffel

- 1979 Grotele decorate din valea râului Vézère
- 1979 Bazilica Sf.Maria Magdalena din Vézelay
- 1979 Catedrala din Chartres
- 1979 Ansamblul medieval și golful Mont Saint-Michel
- 1979 Palatul Versailles și parcul său
- 1981 Abația cisterciană Fontenay
- 1981 Catedrala din Amiens
- 1981 Teatrul roman și Arcul de Triumf din Orange
- 1981 Castelul Fontainebleau și parcul său
- 1981 Monumente romane și romanice din Arles
- 1982 Salina regală din Arc-et-Senan
- 1983 Capul Girolata și Capul Porto, rezervația națională Scandola și Piana Calenches din Corsica
- 1983 Biserica din Saint-Savin sur Gartempe
- 1983 Piețele Stanislas, de la Carrière, și d'Alliance în Nancy
- 1985 Pont du Gard
- 1988 Strasbourg - Grande Île și Neustadt
- 1991 Paris, malurile Senei
- 1991 Paris, Turnul Eiffel
- 1991 Reims, Catedrala Notre-Dame, Bazilica Saint-Rémi și Palais du Tau
- 1992 Catedrala din Bourges
- 1995 Centrul istoric din Avignon
- 1996 Canal du Midi
- 1997 Cetatea fortificată istorică Carcassonne
- 1998 Locurile istorice din Lyon
- 1998 Drumurile franceze de pelerinaj spre Santiago de Compostela (Spania)
- 1999 Zona viticolă Saint-Émilion cu vestigiile sale istorice
- 2000 Valea Loarei între Sully-sur-Loire și Chalonnes
- 2001 Provins, târg medieval
- 2005 Centrul orașului Le Havre
- 2005 23 belfride din nordul țării
- 2005 Centrul orașului Bordeaux
- 2008 Fortificațiile Vauban
- 2008 Lagunele din Noua Caledonie
- 2010 Orașul episcopal Albi
- 2010 Zona vulcanică din insula La Réunion
- 2011 Platourile de calcar Causses și Cévennes
- 2011 Siturile palafitice preistorice din jurul Alpilor de pe teritoriul Franței
- 2012 Zona minieră din Nord-Pas-de-Calais
- 2014 Peștera decorată Pont d’Arc din Ardèche⁠(d)
- 2016 Opera arhitectonică⁠(d) a lui Le Corbusier, remarcabilă contribuție la mișcarea modernă
- 2017 Taputapuātea (Polinezia Franceză)

### Franța/Spania
- 1997 Pirineii / Mont Perdu

## G

### Gabon
- 2007 Sistemul ecologic Lopé-Okanda

### Gambia
- 2003 Insula James
- 2007 Megaliții de la Senegambia

### Georgia
- 1994 Bisericile vechi din Mtskheta
- 1994 Mănăstirea Gelati
- 1996 Satele montane din regiunea Swaneti

1966 Ushguli

### Germania
- 1978 Domul din Aachen
- 1981 Reședința din Würzburg
- 1981 Domul din Speyer

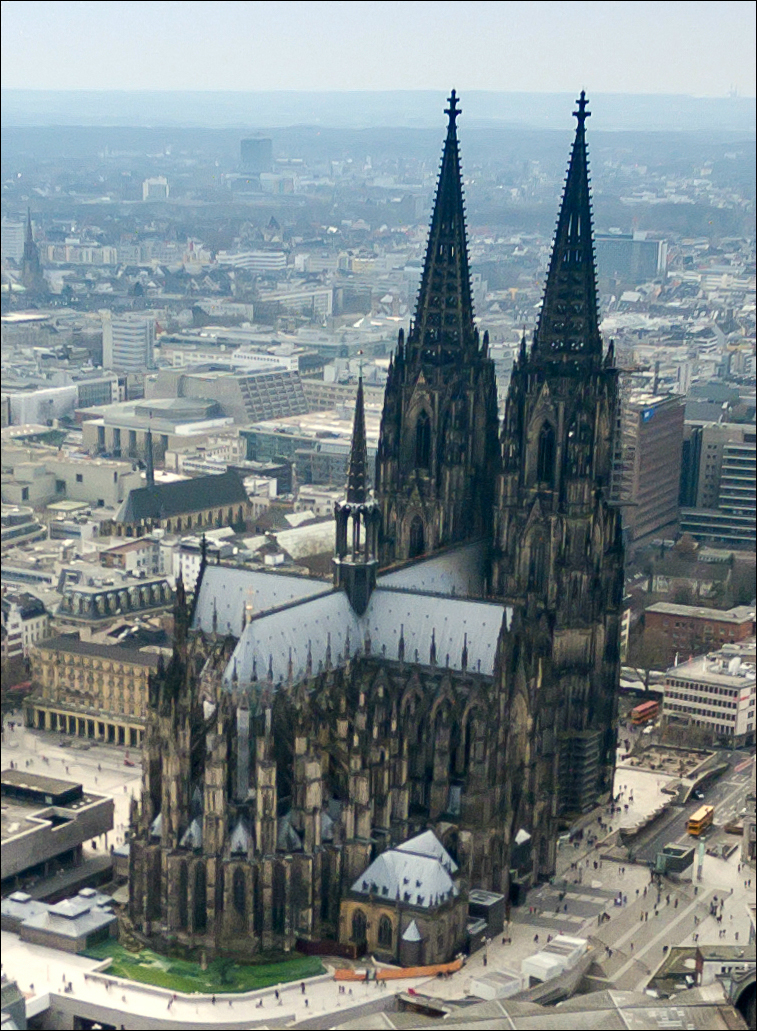
Domul din Köln

- 1983 Wieskirche din Steingaden, Bavaria
- 1984 Castelele Augustusburg și Falkenlust din Brühl
- 1985 Catedrala Sfânta Maria și Biserica Sfântul Mihail din Hildesheim
- 1986 Monumentele romane, Catedrala Sfântul Petru și Biserica Maica Domnului din Trier
- 1987 Orașul vechi istoric (germană: Altstadt) din Lübeck
- 1990 Palatele și parcurile din Potsdam și Berlin
- 1991 Mănăstirea Lorsch
- 1992 Vechea mină Rammelsberg și orașul vechi istoric din Goslar
- 1993 Mănăstirea Maulbronn
- 1993 Orașul vechi istoric din Bamberg
- 1994 Biserica Colegiata (Stiftskirche), castelul și orașul istoric vechi din Quedlinburg
- 1994 Vechea uzină siderurgică din Völklingen
- 1995 Situl fosilifer Messel
- 1996 Clădirile „Bauhaus” din Weimar, Dessau și Bernau
- 1996 Domul din Köln
- 1996 Monumentele comemorative ale lui Luther din Eisleben și Wittenberg
- 1998 Centrul vechi istoric din Weimar
- 1999 Castelul Wartburg
- 1999 Insula Muzeelor din Berlin
- 2000 Insula monastică Reichenau
- 2000 Peisajul cultural-natural de la Dessau-Wörlitz
- 2001 Complexul industrial al minei de cărbuni Zollverein din Essen
- 2002 Cursul mijlociu al Rinului
- 2002 Centrele vechi istorice ale orașelor Stralsund și Wismar
- 2004-2009 Valea Elbei în Dresda (titlu revocat în 2009 din cauza construcției unui pod peste Elba)
- 2004 Primăria și Statuia lui Roland din Bremen
- 2004 Parcul Muzakowski din Bad Muskau
- 2005 Limesul german
- 2006 Centrul vechi și cartierul Stadtamhof din Regensburg
- 2008 „Siedlungen der Berliner Moderne” din Berlin
- 2009 Marea Wadden („Wattenmeer”) - o zonă tidală de la Marea Nordului, ținând parțial și de Țările de Jos și Danemarca
- 2010 Mănăstirea Walkenried și instalațiile istorice de gestiune a apei din zona muntoasă Harz
- 2011 Siturile palafitice preistorice din jurul Alpilor de pe teritoriul Germaniei
- 2011 Uzinele Fagus din Alfeld
- 2011 Pădurile primare și bătrâne de fag din Carpați și din alte regiuni ale Europei
- 2012 Opera (Markgräfliches Opernhaus) din Bayreuth
- 2013 Parcul Wilhelmshöhe din Kassel
- 2014 Fațada carolingiană și civitas Corvey
- 2015 Speicherstadt⁠(d) și cartierul Kontorhaus cu Chilehaus
- 2016 Opera arhitectonică⁠(d) a lui Le Corbusier, remarcabilă contribuție la mișcarea modernă
- 2017 Peșterile și arta rupestră din era glaciară  din Jura Suabă
- 2018 Catedrala din Naumburg
- 2018 Complexul arheologic de frontieră Hedeby și Danevirke
- 2019 Regiunea minieră Munții Mineriferi
- 2019 Sistemul de management al apei din Augsburg
- 2021 Limesul Dunărean (partea de vest)
- 2021 Marile orașe balneare din Europa (Baden-Baden, Bad Kissingen și Bad Ems)
- 2021 Mathildenhöhe Darmstadt
- 2021 Limesul Germaniei Inferioare
- 2021 Siturile ȘUM din Speyer, Worms și Mainz
- 2023 Patrimoniul evreiesc-medieval din Erfurt
- 2024 Așezări ale Bisericii Morave
- 2024 Ansamblul reședinței Schwerin - peisajul cultural al istoricismului romantic
- 2025 Castelele regelui Ludovic al II-lea al Bavariei: Neuschwanstein, Linderhof, Schachen și Herrenchiemsee

### Ghana
- 1979 Fortificațiile și vechile clădiri ale perioadei coloniale din zona Accra
- 1980 Construcțiile tradiționale din regiunea Ashanti

### Grecia
- 1986 Templul lui Apollo din Bassae
- 1987 Situl arheologic din Delphi
- 1987 Acropola din Atena
- 1988 Muntele Athos
- 1988 Mănăstirile de la Meteora
- 1988 Monumentele paleocreștine și bizantine din Salonic
- 1988 Vechiul oraș Epidaurus
- 1988 Orașul medieval Rhodos
- 1989 Situl arheologic din Olympia
- 1989 Situl arheologic din Mystras
- 1990 Insula Delos
- 1990 Mănăstirile Daphni (lângă Atena), Hosios Lukas (lângă Delphi) și Nea Moni (pe insula Chios)
- 1992 Pythagoreionul și Heraionul de pe insula Samos
- 1996 Situl arheologic de la Vergina
- 1999 Siturile arheologice de la Micene și Tirint
- 1999 Centrul vechi istoric cu mănăstirea Sf.Ioan și „Peștera Apocalipsei” de pe insula Patmos
- 2007 Centrul vechi istoric din orașul Corfu
- 2016 Situl arheologic Philippi

### Guatemala
- 1979 Orașul Antigua Guatemala
- 1979 Parcul Național Tikal
- 1981 Ruinele culturii Maya și situl arheologic de la Quirigua

### Guineea
- 1981 Parcul Național din Munții Nimba

## H

### Haiti
- 1982 Parcul istoric cu citadelă, castelul Sans Souci și ruinele de la Ramiers

### Honduras
- 1980 Ruinele culturii Maya din Copán
- 1982 Rezervația naturală Rio Plátano

## I

### India
- 1983 „Fortăreața Roșie“ din Agra

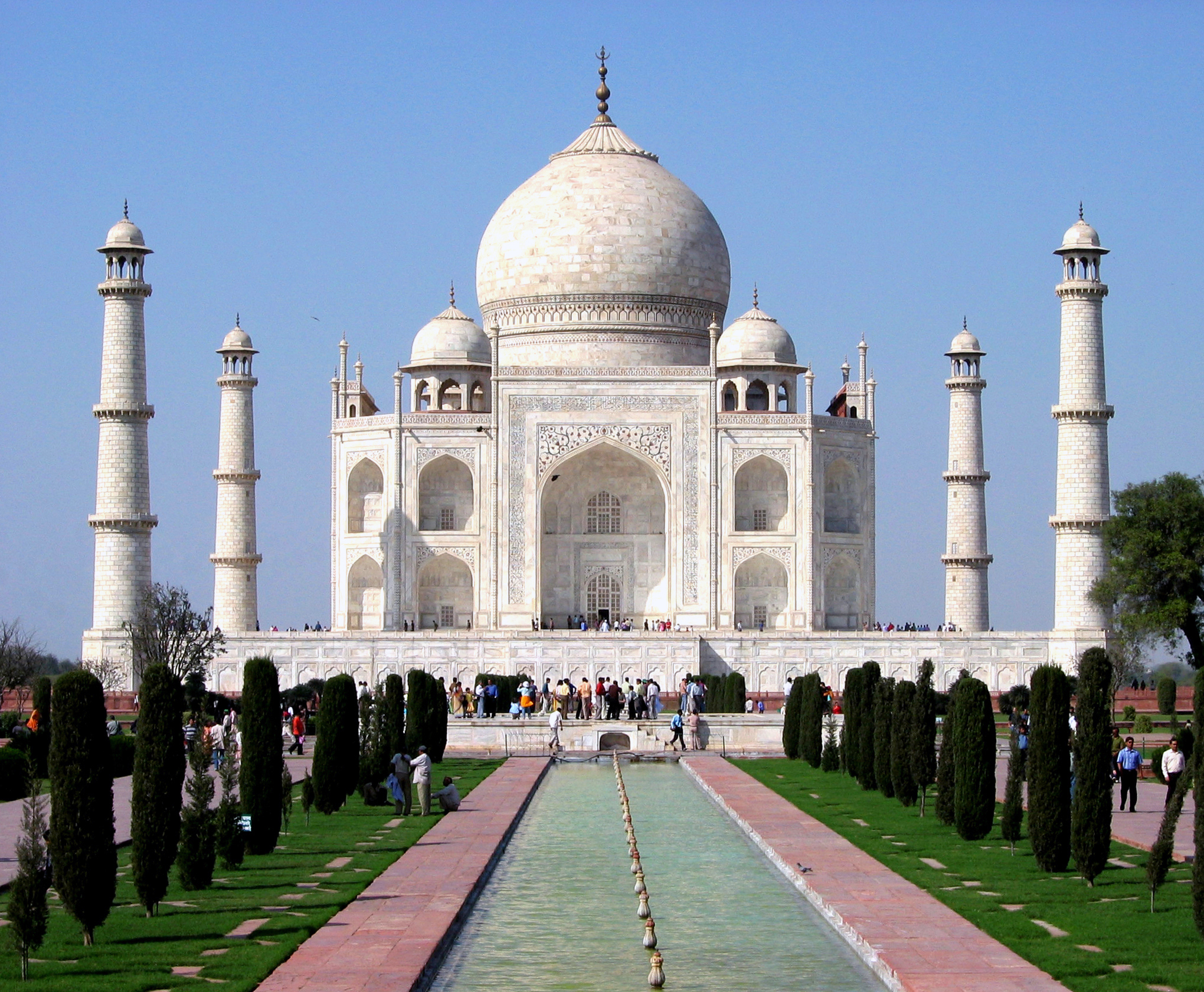
Taj Mahal

- 1983 Monumentul Taj Mahal din Agra
- 1983 Templul din Ajanta[5]
- 1983 Templul din grota Ellora
- 1984 „Templul Soarelui“ din Konark
- 1984 Ansamblul de temple din Mahabalipuram
- 1985 Parcul național Kaziranga
- 1985 Parcul național Manas
- 1985 Parcul național Keoladeo
- 1986 Bisericile și mănăstirile din Goa
- 1986 Ansamblul de temple din Khajuraho
- 1986 Ansamblul de temple din Hampi
- 1986 Orașul mogulilor Fatehpur Sikri
- 1987 Peșterile din Elephanta
- 1987 Templele din Pattadakal
- 1987 Parcul național Sundarbans
- 1987, 2004 Marile temple din Chola
- 1988, 2005 Parcul naționaPetra Jordan BW 22.JPGl Nanda Devi și Parcul național „Valea Florilor“
- 1989 Sanctuarul buddhist din Sanchi
- 1993 Mormântul împăratului Humajun din Delhi
- 1993 Kutub Minar cu moscheile și necropolele sale din Delhi
- 1999, 2005, 2008 Căile ferate montane din India
- 2002 Templul Mahabodhi din Bodhgaya
- 2003 Grotele de la Bhimbetka
- 2004 Parcul arheologic Champaner-Pavagadh
- 2004 Gara Chhatrapati Shivaji Terminus în Mumbai (Bombay)
- 2007 „Fortul Roșu” din Delhi[6]
- 2010 “Jantar Mantar" în Jaipur
- 2012 Munții Ghats de Vest
- 2013 Fortificațiile din Rajasthan
- 2014 Zona de conservare a Parcului Național Himalaya Mare⁠(d)
- 2014 Rani-ki-Vav din Patan, Gujarat⁠(d)
- 2016 Opera arhitectonică⁠(d) a lui Le Corbusier, remarcabilă contribuție la mișcarea modernă
- 2016 Parcul Național Khangchendzonga
- 2017 Orașul istoric Ahmadabad

### Indonezia
- 1991 Parcul Național de pe Insulele Komodo
- 1991 Parcul Național Ujung Kulon (insula Java) și vulcanul Krakatau
- 1991 Templele budiste de la Borobudur
- 1991 Templele hinduiste de la Prambanan
- 1996 Situl paleontologic Sangiran
- 1999 Parcul Național Lorentz
- 2004 Pădurile tropicale de pe insula Sumatra
- 2012 Peisajul cultural de pe insula Bali: Sistemul Subak ca manifestare a filozofiei Tri Hita Karana.

### Insulele Marshall
- 2010 Atolul Bikini pe care s-au efectuat teste atomice

### Insulele Solomon
- 1998 Atolul de corali East Rennell

### Iordania
- 1985 Ruinele orașului Petra
- 1985 Cetatea Q'useir Amra

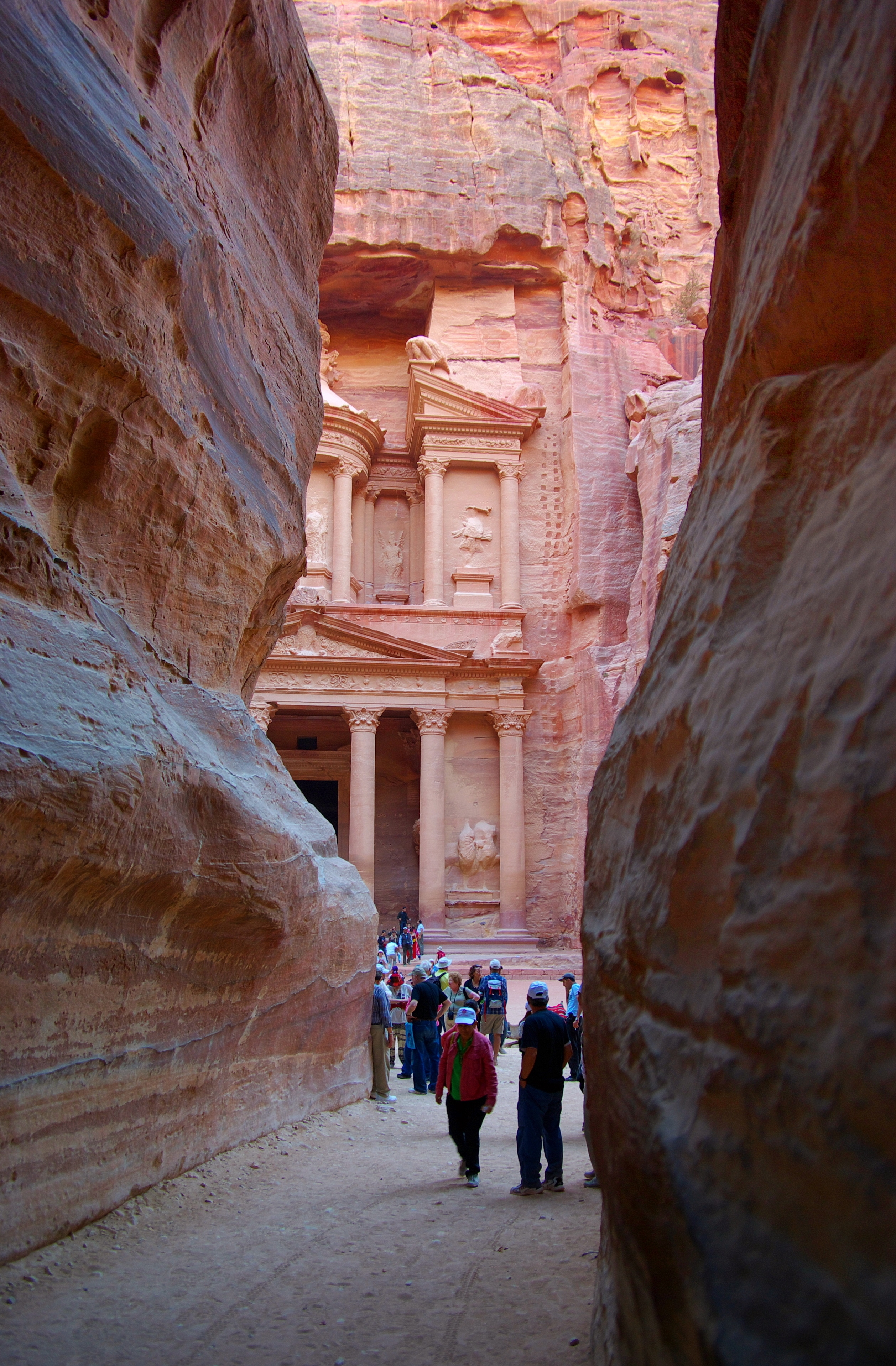
Petra

- 2004 Situl arheologic de la Um er-Rasas
- 2011 Zona protejată Wadi Rum
- 2015 Locul de botez „Betania, dincolo de Iordan” (Al-Maghtas)

### Irak
- 1985 Ruinele orașului antic Hatra
- 2003 Assur
- 2007 Situl arheologic Samarra
- 2014 Cetatea Erbil⁠(d)

### Iran
- 1979 Persepolis
- 1979 Ruinele vechiului oraș Tschoga Zanbil
- 1979 Meidan-e Schah ("Piața Regală") din Isfahan
- 2003 Situl arheologic Takht-e Sulaiman
- 2004 Pasargadae
- 2004 Bam și peisajul său cultural
- 2005 Soltaniyeh

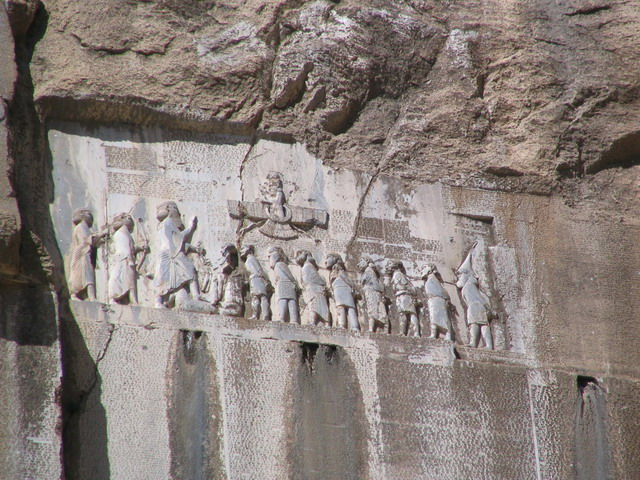
Inscripția de la Behistum

- 2006 Inscripția de la Behistun, în apropiere de orașul actual Bisotun
- 2008 Mănăstirile armene din Iran
- 2009 Sistemul hidraulic istoric din Shushtar
- 2010 Ansamblul Scheich Safi al-din Khānegāh din Ardabil
- 2010 Bazarul istoric din Tabriz
- 2011 Grădinile persane
- 2012 Moscheea Jameh din Isfahan
- 2012 Mausoleul Gonbad-e Qābus din provincia Golestan
- 2013 Palatul Golestan din Teheran
- 2014 Shahr-i Sokhta⁠(d)
- 2015 Peisajul cultural din Maymand⁠(d)
- 2015 Susa
- 2017 Orașul istoric Yazd

### Irlanda
- 1993 Ansamblul arheologic „Bend of the Boyne”
- 1996 Skellig Michael

### Islanda
- 2004 Parcul național „Thingvellir”
- 2008 Insula vulcanică Surtsey

### Israel
- 1981 Cetatea veche a Ierusalimului și zidurile ei
- 2001 Cetatea veche a orașului Acco
- 2001 Fortareata antica Metsada
- 2003 Orașul alb al Tel Aviv-ului
- 2005 Colinele mikraice
- 2007 Drumul parfumurilor
- 2008 Locurile sfinte ale credinței Ba'ha'ii din Haifa și Galileea de vest
- 2012 Siturile arheologice din Munții Carmel
- 2014 Peșterile Maresha și Bet-Guvrin din Câmpia Iudeei⁠(d) ca microcosmos al țării peșterilor
- 2015 Necropola de la Beit She'arim⁠(d): reper al înnoirii evreiești

### Italia
- 1979 Picturile rupestre din Val Camónica (Lombardia)
- 1980 Biserica și Mănăstirea Dominicană „Santa Maria delle Grazie” cu tabloul „Cina cea de Taină” a lui Leonardo da Vinci din Milano
- 1982 Centrul vechi istoric din Florența
- 1987 Il Campo dei Miracoli din Pisa
- 1987 Veneția și laguna sa
- 1990 Centrul vechi istoric din San Gimignano
- 1993 Sassi di Matera din Matera
- 1994, 1996 Centrul vechi istoric din Vicenza și vilele lui Andrea Palladio din regiunea Veneto
- 1995 Centrul istoric din Siena
- 1995 „Crespi d’Adda”
- 1995 Centrul vechi istoric din Napoli
- 1995 Orașul renascentist Ferrara
- 1996 Monumentele paleocreștine din Ravenna
- 1996 Centrul istoric al orașului Pienza
- 1996 „Castel del Monte”
- 1996 „Trullile” din Alberobello
- 1997 Situl arheologic Valle dei Templi (Valea templelor) din Agrigento
- 1997 „Su Nuraxi” din Barumini (Sardinia)
- 1997 Palatul Regal din Caserta, cu parcul, apeductul Vanvitelli și complexul San Leucio
- 1997 Vila romană din Casale din Sicilia
- 1997 Domul, Torre Cívica și Piazza Grande din Modena
- 1997 Grădina botanică din Padova
- 1997 Peisajul cultural de la Portovenere și Cinque Terre[7]
- 1997 Coasta amalfitană
- 1997 Reședințele Casei Regale de Savoia din Torino și împrejurimi
- 1997 Siturile arheologice din Pompei, Herculaneum și Torre Annunziata
- 1998 Centrul istoric al orașului Urbino
- 1998 Situl arheologic și biserica patriarhală din Aquileia
- 1998 Parcul național Cilento și Vallo di Diano, cu siturile arheologice de la Paestum, Velia și Mănăstirea carthuziană din Padula
- 1999 „Villa Adriana” din Tivoli
- 2000 Centrul istoric vechi din Verona
- 2000 Insulele Eoliene
- 2000 Bazilica „San Francesco” din Assisi
- 2001 „Villa d'Este” din Tivoli
- 2002 Orașele barocului târziu din Val di Noto
- 2003 „Sacri Monti” din Piemont și Lombardia
- 2004 Necropolele etrusce din Cerveteri și Tarquinia
- 2004 „Val d'Orcia”
- 2005 Siracuza și necropola de la Pantalica
- 2006 Genova („Strade Nuove” și „Palazzi dei Rolli”)
- 2008 Orașele Mantova și Sabbioneta
- 2008 Calea ferată retică din zona Albula și Bernina
- 2009 Alpii Dolomitici
- 2011 Lombarzii în Italia, locuri asociate cu aceștia (568-774 e.n.)
- 2011 Siturile palafitice preistorice din jurul Alpilor de pe teritoriul Italiei
- 2013 Vulcanul Etna
- 2013 Vilele și Grădinile Medici din Toscana
- 2014 Peisajul podgoriilor Piemontului: Langhe-Roero și Monferrato⁠(d)
- 2015 Orașul arabo-normand Palermo și catedralele Cefalú și Monreale⁠(d)
- 2017 Fortificațiile defensive venețiene din secolele al XVI-lea și al XVII-lea: Stato da Terra – vestul Stato da Mar
- 2017 Pădurile primare și bătrâne de fag din Carpați și din alte regiuni ale Europei

### Italia/Vatican
- 1980 Centrul istoric al Romei, bunurile papale situate în orașul ce beneficiază de drepturile de extrateritorialitate și basilica San Paolo Fuori le Mura

## J

### Jamaica
- 2015 Munții Blue și John Crow⁠(d)

### Japonia
- 1993 Castelul Himeji

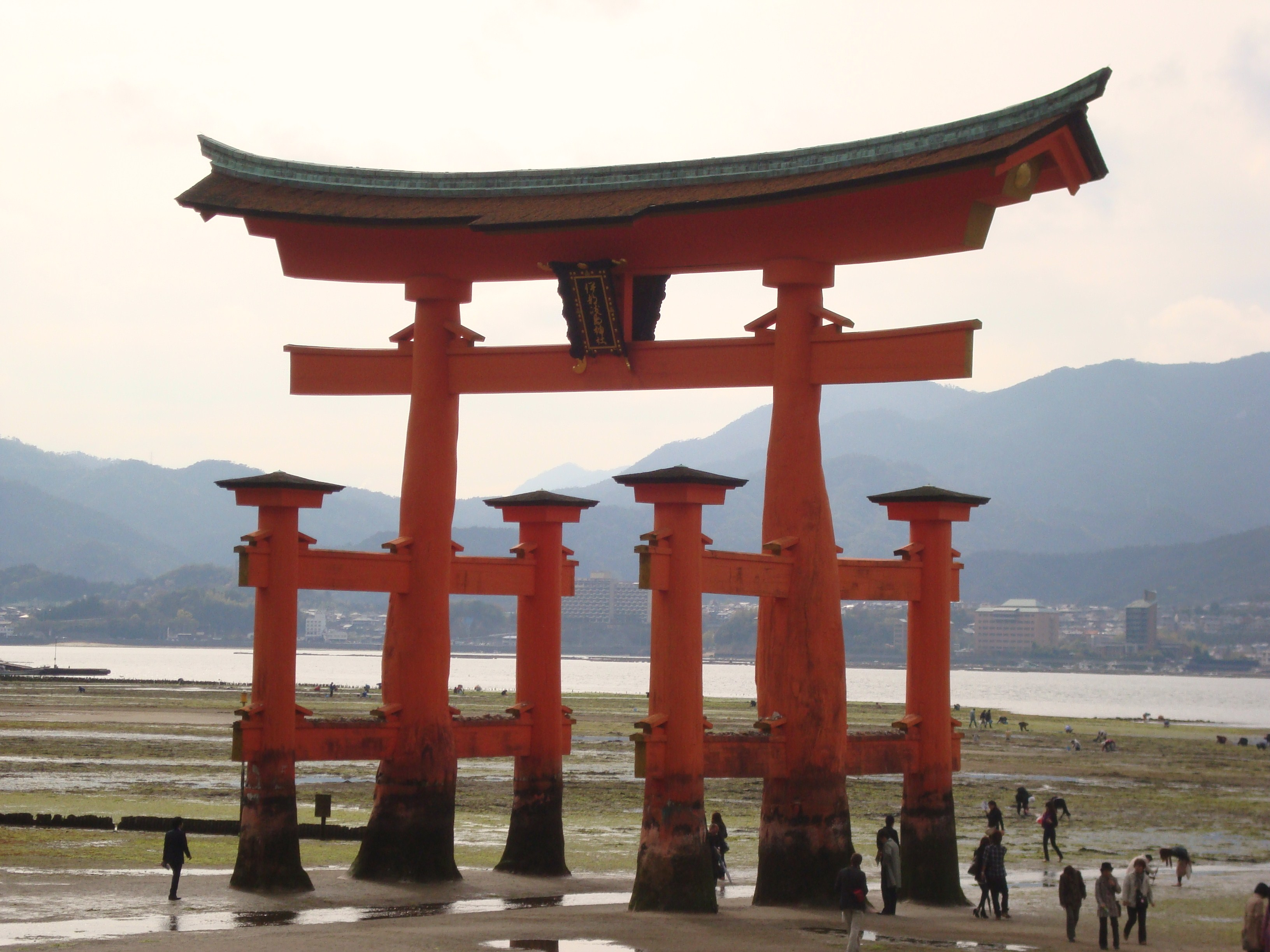
Altarul Shinto din Itsukushima

- 1993 Monumentele budiste de la Hōryū-ji
- 1993 Pădurea de cedri de la Yakushima
- 1993 Pădurea de mesteceni de la Shirakami
- 1994 Monumentele istorice din orașul imperial Kyoto
- 1995 Satele istorice Shirakawa-go și Gokayama
- 1996 „Monumentul Păcii” de la Hiroshima
- 1996 Altarul șintoist din Itsukushima
- 1998 Monumentele istorice din orașul imperial Nara
- 1999 Altarele și templele de la Nikko
- 2000 Siturile arheologice de pe Insulele Ryukyu
- 2004 Sanctuarele și Căile Pelerinilor din Munții Kii
- 2005 Parcul Shiretoko
- 2007 Mina de argint Iwami-Ginzan, cu peisajul cultural aferent
- 2011 Insulele Ogasawara
- 2011 Hiraizumi (temple, grădini, situri arheologice)
- 2013 Muntele Fuji
- 2014 Fabrica de mătase Tomioka și siturile asociate⁠(d)
- 2015 Siturile Revoluției Industriale din perioada Meiji a Japoniei: fier și oțel, construcții navale și mineritul cărbunelui⁠(d)
- 2016 Opera arhitectonică⁠(d) a lui Le Corbusier, remarcabilă contribuție la mișcarea modernă
- 2017 Insula Sfântă Okinoshima și siturile asociate din regiunea Munakata
- 2018 Localitățile cripto-creștinilor din regiunea[8]
- 2019 Grupul de înmormântări Kofun din Mozu-Furuichi: movilele funerare ale Japonei antice[9]

## K

### Kazahstan
- 2003 Mausoleul lui Khoja Ahmed Yasawi
- 2004 Petroglifele din situl arheologic Tamgaly
- 2008 Saryarka
- 2014 Drumul mătăsii: rețelele de drumuri din coridorul Chang'an-Tianshan

### Kenya
- 1997 Parcul Național Mount Kenya
- 1997, 2001 Parcul Național Lake Turkana (cu insulele Sibiloi) și Parcul Național South Island
- 2001 Centrul vechi istoric din Lamu
- 2008 "Pădurile Sfinte Kaya" ale grupurilor etnice Mijikenda
- 2011 Lacurile din Great Rift Valley
- 2011 Fortăreața Jesus din Mombasa

### Kîrgîzstan
- 2009 "Muntele Sfânt" Sulamain-Too
- 2014 Drumul mătăsii: rețelele de drumuri din coridorul Chang'an-Tianshan

### Kiribati
- 2010 Rezervația naturală marină din zona insulelor Phoenix

## L

### Laos
- 1995 Luang Prabang (Palatul Regal și mănăstirile budiste)
- 2001 Templele Wat Phou și peisajul cultural Champasak

### Lesotho
- 2013 Parcul național Sehlabathebe

### Letonia
- 1997 Centrul vechi istoric din Riga
- 2005 Arcul geodezic Struve (pe teritoriul Letoniei)

### Liban
- 1984 Ruinele vechiului oraș Anjar
- 1984 Situl arheologic Baalbek
- 1984 Situl arheologic Byblos
- 1984 Situl arheologic Tyros
- 1998 Wadi Qadisha (Valea Sfântă) și Horsh Arz el-Rab (pădurea de cedrii libanezi)

### Libia
- 1982 Leptis Magna
- 1982 Sabratha
- 1982 Kyrene (Cirene)
- 1985 Picturile rupestre din regiunea Tadrart Acacus
- 1986 Nucleul urban vechi din Ghadames

### Lituania
- 1994 Centrul vechi istoric din Vilnius
- 2000 Istmul Neringa (Courland)
- 2004 Situl arheologic de la Kernavė
- 2005 Arcul geodezic Struve (pe teritoriul Lituaniei)

### Luxemburg
- 1994 Centrul vechi istoric și fortificațiile din Luxemburg

## M

### Macedonia
- 1979, 1980 Orașul și lacul Ohrid

### Madagascar
- 1990 Rezervația naturală "Tsingy de Bemaraha"[10]
- 2001 "Dealul regal" de la Ambohimanga
- 2007 Pădurile tropicale din zona Atsinanana

### Malaezia
- 2000 Parcul Național Kinabalu
- 2000 Parcul Național Gunung Mulu
- 2008 Orașele vechi istorice Melaka și George Town
- 2012 Siturile arheologice din Valea Lenggong

### Malawi
- 1984 Parcul Național "Lacul Malawi"
- 2006 Picturile rupestre de la Chongoni

### Mali
- 1988 Djenné
- 1988 Monumentele din Timbuktu / Tombouctou
- 1989 Stâncile de la Bandiagara din zona Dogon
- 2004 Monumentul funerar de la Askia

### Malta
- 1980 Capitala Valletta
- 1980 Hypogäum din Hal Safliéni
- 1980, 1992 Templele megalitice de pe insulele Malta si Gozo

### Maroc
- 1981 Medina din Fès
- 1985 Medina din Marrakech
- 1987 Orașul fortificat Aït-Ben-Haddou
- 1996 Medina din Meknès
- 1997 Situl arheologic Volubilis
- 1997 Medina din Tetouan
- 2001 Medina din Essaouira
- 2004 Mazagan (El Jadida)
- 2012 Nucleul istoric din Rabat

### Mauritania
- 1989 Parcul Național "Banc d'Arguin"
- 1996 Localitățile Ouadane, Chinguetti, Tichitt și Oualata din Sahara (de pe drumul caravanelor)

### Mauritius
- 2006 Aapravasi Ghat
- 2008 Peisajul cultural Le Morne

### Mexic
- 1987 Centrele vechi istorice din Ciudad de Mexico și Xochimilco
- 1987 Palenque
- 1987 Teotihuacán
- 1987 Centrul vechi istoric din Oaxaca și situl arheologic Monte Alban
- 1987 Centrul vechi istoric din Puebla
- 1987 Rezervația naturală Sian Ka'an
- 1988 Centrul istoric și instalațiile vechi miniere de la Guanajuato
- 1988 Chichén Itzá
- 1991 Centrul vechi istoric din Morelia
- 1992 Așezarea precolumbiană El Tajin
- 1993 Rezervația naturală marină El Vizcaino
- 1993 Centrul vechi istoric din Zacatecas
- 1993 Picturile rupestre din zona Sierra de San Francisco
- 1994 Mănăstirile din secolul al XVI-lea de la poalele vulcanului Popocatepetl
- 1996 Așezarea precolumbiană Uxmal
- 1996 Ansamblul monumental din Santiago de Querétaro
- 1997 Azilul Cabañas din Guadalajara
- 1998 Tlacotalpan
- 1998 Situl arheologic "Paquimé in Casas Grandes"
- 1999 Situl arheologic Xochicalco
- 1999 Centrul istoric și fortificațiile vechi din Campeche
- 2002 Calakmul
- 2003 Centrele misionare franciscane din zona Sierra Gorda în Querétaro
- 2004 Casa arhitectului Luis Barragán
- 2005 Insulele și rezervațiile naturale din Golful Californiei
- 2006 Instalațiile istorice de producție a băuturii Tequila
- 2007 Campusul universitar de la "Universidad Nacional Autónoma de México"
- 2008 Rezervația naturală "Mariposa Monarca"
- 2008 Fortificația "San Miguel de Allende" și biserica de pelerinaj "Jesús de Nazareno" din Atotonilco
- 2010 Vechiul drum negustoresc "Camino Real de Tierra Adentro" ("Calea Argintului")
- 2010 Peșterile preistorice Yagul și Mitla din Valea Oaxaca
- 2013 Rezervația naturală "El Pinacate y Gran Desierto de Altar"
- 2015 Sistemul hidraulic al apeductului Padre Tembleque⁠(d)

### Moldova
- 2005 Arcul geodezic Struve (Rudi, Republica Moldova)

### Mongolia
- 2003 Bazinul Uvs-Nuur
- 2004 Peisajul cultural din Valea Orchon
- 2011 Ansamblurile petroglifice din munții Altai
- 2015 Marele munte Burkhan Khaldun⁠(d) și peisajul sacru înconjurător
- 2017 Peisajele din Dauria

### Mozambic
- 1991 Insula Moçambique

### Muntenegru
- 1979 Ansamblul natural și cultural-istoric de la Kotor
- 1980, 2005 Parcul Național Durmitor
- 2016 Cimitirele medievale cu pietre funerare Stećci
- 2017 Fortificațiile defensive venețiene din secolele al XVI-lea și al XVII-lea: Stato da Terra – vestul Stato da Mar

### Myanmar
- 2014 Orașele antice din Pyu⁠(d)

## N

### Namibia
- 2007 Petroglifele de la Twyfelfontein
- 2013 Deșertul Namib

### Nepal
- 1979 Valea Kathmandu
- 1979 Parcul național Valea Sagarmatha de pe Muntele Everest
- 1984 Parcul național regal Chitwan
- 1997 Localitatea Lumbini (locul de naștere al lui Buddha)

### Nicaragua
- 2000 Ruinele din León Viejo
- 2011 Catedrala din Léon

### Niger
- 1991 Parcurile naționale Aïr și Ténéré
- 1996 Complexul W-Arly-Pendjari
- 2013 Centrul istoric din Agadez

### Nigeria
- 1999 Peisajul cultural din Sukur
- 2005 "Crângul sfânt" al zeiței Oshun din Oshogbo

### Noua Zeelandă
- 1990 Parcul național Te Wahipounamu
- 1990, 1993 Parcul național Tongariro
- 1998 Insulele subantarctice Snares, Bounty, Antipode, Auckland și Campbell

### Norvegia
- 1979 Biserica de lemn din Urnes
- 1979 Cartierul „Bryggen” din Bergen
- 1980 Orașul minier Røros
- 1985 Picturile rupestre din Alta
- 2004 Arhipelagul Vega
- 2005 Fiordurile Geiranger și Næerøy din vestul țării
- 2005 Arcul geodezic Struve (pe teritoriul Norvegiei)
- 2015 Situl industrial Rjukan–Notodden⁠(d)

## O

### Oman
- 1987 Fortificația Bahla
- 1988 Fortificația Bat cu așezările preistorice Al-Khutm și Al-Ayn
- 2000 Zona cu arbuști de tămâie din Wadi Dawkah și centrul negustoriei cu tămâie din Dhofar
- 2006 Sistemul hidrotehnic de la Aflaj

## P

### Pakistan
- 1980 Ruinele vechiului oraș Moenjodaro
- 1980 Ruinele budiste de la Takht-i-Bahi
- 1980 Ruinele vechiului oraș Taxila
- 1981 Fortificațiile și grădinile Shalimar din Lahore
- 1981 Ruinele vechiului oraș Thatta
- 1997 Fortăreața Rohtas

### Palau
- 2012 Laguna sudică din Rock Islands

### Palestina
- 2012 Biserica Nașterii Domnului și "Drumul de pelerinaj" din Betleem
- 2014 Palestina: Țara Măslinilor și Viței de Vie – peisajul cultural al Ierusalimului de Sud
- 2017 Orașul vechi Hebron/Al-Khalil

### Panama
- 1980 Fortificația San Lorenzo în Portobelo
- 1981 Parcul Național Darién
- 1990 Parcul Internațional La Amistad
- 1997 Cartierul istoric din capitala Ciudad de Panamá, Salón Bolívar și situl arheologic Panamá Viejo
- 2005 Parcul Național Insula Coiba

### Papua Noua Guinee
- 2008 Peisajul agrar istoric de la Kuk

### Paraguay
- 1993 Misiunile iezuite "La Santisima Trinidad de Paraná" și "Jesus de Tavarangue"

### Peru
- 1983 Cuzco
- 1983 Machu Picchu
- 1985 Sanctuarul Chavin
- 1985 Parcul național Huascaran
- 1986 Ruinele vechiului oraș Chan Chan
- 1987 Parcul național Manú
- 1988 Mănăstirea franciscană și centrul vechi din Lima
- 1990 Parcul național și situl arheologic Rio Abiseo
- 1994 Nazca și Pampas de Jumana
- 2000 Nucleul urban vechi din Arequipa
- 2009 Ruinele vechiului oraș Caral
- 2014 Qhapaq Ñan, sistemul de drumuri din Anzi⁠(d)

### Polonia
- 1978 Centrul vechi istoric din Cracovia
- 1978 Salina Wieliczka
- 1979 Auschwitz-Birkenau
- 1979, 1992 Parcul național Białowieża
- 1980 Centrul vechi istoric din Varșovia
- 1992 Centrul vechi istoric din Zamość
- 1997 Centrul vechi istoric din Toruń
- 1997 Castelul Ordinului Teutonic din Malbork (Marienburg)
- 1999 Zona de pelerinaj Zebrzydowska
- 2001 Bisericile Păcii din Jawor și Swidnica
- 2003 Bisericile de lemn din sudul Micii Polonii
- 2004 Parcul Muzakowski
- 2006 Hala Centenarului din Wroclaw (Breslau)
- 2013 Bisericile de lemn din Carpații Poloniei și Ucrainei
- 2017 Minele de plumb-argint-zinc din Tarnowskie Góry și sistemul lor de gestionare a apelor subterane

### Portugalia
- 1983 Centrul „Angra do Heroísmo” de pe insula Terceira (Azore)
- 1983 „Mănăstirea Jerónimos” și „Turnul Belém” din Lisabona
- 1983 Mănăstirea Batalha
- 1983 Cetatea Templierilor din Tomar
- 1986 Centrul vechi istoric din Évora
- 1989 Mănăstirea Alcobaça
- 1995 Peisajul cultural din Sintra
- 1996 Centrul vechi istoric din Porto
- 1998 Situl de artă rupestră preistorică din Valea Côa
- 1999 Pădurea de lauri "Laurisilva" de pe insula Madeira
- 2001 Regiunea viticolă Douro
- 2001 Centrul vechi istoric din Guimarães
- 2004 Peisajul viticol de pe insula Pico
- 2011 Genul muzical popular urban Fado
- 2012 Vechiul oraș fortificat Elvas
- 2013 Universitatea din Coimbra

## Q

### Qatar
- 2013 Siturile arheologice din Al Zubarah

## R

### Regatul Unit
- 1986 Giant's Causeway
- 1986 Cetatea Durham și Catedrala din Durham
- 1986 Monumentele industriale din Ironbridge
- 1986 Parcul regal „Studley Royal” și ruinele abației Fountains Abbey
- 1986 Stonehenge, Avebury și siturile megalitice asociate
- 1986 Cetățile și orașele fortificate ale regelui Eduard I al Angliei, din vechiul comitat Gwynedd
- 1986, 2004, 2005 Insulele St. Kilda
- 1987 Palatul Blenheim
- 1987 Orașul Bath
- 1987, 2005 „Valul lui Hadrian” (limita Imperiului roman)
- 1987 Westminster (Palatul și Abația) și Biserica Sf. Margareta din Londra
- 1988 Insula „Henderson Island”
- 1988 Turnul Londrei
- 1988 Catedrala din Canterbury, fosta Abație Sf. Augustin și Biserica Sf. Martin
- 1995 Edinburgh
- 1995, 2004 Rezervațiile de pe insula Gough și de pe insulele Inaccesibile
- 1997 Greenwich
- 1999 Monumentele neolitice de pe insula Orkney
- 2000 Peisajul industrial din Blaenavon
- 2000 Orașul vechi St. George și fortificațiile aferente de pe insula Bermuda
- 2001 Peisajul industrial din Derwent Valley
- 2001 Satul industrial Saltaire
- 2001 Așezarea industrială New Lanark din Scoția
- 2001 Litoralul de la Dorset și de la est de Devon ("Jurassic Coast")
- 2003 Grădinile botanice regale de la Kew (Londra)
- 2004 Vechiul oraș portuar Liverpool
- 2006 Peisajul minier din Cornwall și de la vest de Devon
- 2015 Podul Forth⁠(d)
- 2017 Zona Lacurilor Engleze

### Republica Centrafricană
- 1988 Parcul național Manovo-Gounda St. Floris
- 2012 Parcul național Sangha-Tri

### Republica Congo
- 2012 Parcul național Sangha-Tri

### Republica Democrată Congo
- 1979 Parcul Național Virunga
- 1980 Parcul Național Garamba
- 1980 Parcul Național Kahuzi-Biega
- 1984 Parcul Național Salonga
- 1996 Rezervația zoologică Okapi

### Republica Dominicană
- 1990 Nucleul urban din perioada colonială a orașului Santo Domingo

### România
- 1991 Delta Dunării
- 1993 Mănăstirea Horezu
- 1993 Bisericile pictate din nordul Moldovei
- 1993 Așezări săsești cu Biserici fortificate din Transilvania
- 1999 Fortărețe dacice din Munții Orăștiei
- 1999 Biserici de lemn din Maramureș
- 1999 Centrul vechi istoric din Sighișoara
- 2017 Pădurile primare și bătrâne de fag din Carpați și din alte regiuni ale Europei
- 2021 Peisajul cultural minier Roșia Montană
- 2024 Ansamblul Monumental Calea Eroilor[11]
- 2024 Frontierele Imperiului Roman – Dacia[11]

### Rusia
- 1990 Centrul vechi istoric din Sankt Petersburg
- 1990 Bisericile din Kiji Pogost (pe insula Kiji din lacul Onega)
- 1990 Kremlin și Piața Roșie din Moscova
- 1992 Monumentele din Veliki Novgorod și împrejurimi
- 1992 Ansamblul istoric, cultural și natural de pe insulele Solovețki din Marea Albă
- 1992 Edificiile civile și religioase din Vladimir și Susdal
- 1993 Mănăstirea fortificată a Trinității și a Sf. Serghei din Serghiev Posad
- 1994 Biserica Învierii din Kolomenskoe
- 1995 Pădurile arhaice din Komi
- 1996 Lacul Baikal
- 1996, 2001 Regiunea vulcanică Kamceatka și Parcul natural Klucevskoi
- 1998 Munții Auriferi din Altai în Siberia sudică
- 1999 Vestul Caucazului
- 2000 Ansamblul istoric și arhitectural Kremlin din Kazan
- 2000 Mănăstirea Ferapontov
- 2000 Rezervația naturală Sikhote-Alin
- 2003 Bazinul Ubs-Nuur
- 2003 Ansamblul fortificat de la Derbent
- 2004 Rezervația naturală de pe Insula Vranghel
- 2004 Mănăstirea Novodievici
- 2005 Centru vechi istoric din orașul Iaroslavl
- 2005 Arcul geodezic Struve (pe teritoriul Rusiei)
- 2010 Platoul Putorana
- 2012 Parcul național Lena
- 2014 Complexul istoric și arheologic Bolghar
- 2017 Catedrala „Adormirea Maicii Domnului” din Sviajsk, Tatarstan
- 2017 Peisajele din Dauria

## S

### San Marino
- 2008 Centrul vechi istoric din San Marino și Monte Titano

### Senegal
- 1978 Insula Gorée
- 1981 Rezervația avicolă Djoudj
- 1981 Parcul Național Niokolo-Koba
- 2000 Insula Saint Louis
- 2006 Megaliții de la Senegambia
- 2011 Delta Saloum
- 2012 Peisajele culturale Bassari, Fula și Bedik

### Serbia
- 1979 Orașul Stari Ras și Mănăstirea Sopocani
- 1986 Mănăstirea Studenica
- 2004 Monumentele medievale din Kosovo
- 2007 Palatul lui Galerius din Felix Romuliana (azi Gamzigrad)
- 2016 Cimitirele medievale cu pietre funerare Stećci

### Seychelles
- 1982 Atolul Aldabra
- 1983 Parcul național Mai

### Singapore
- 2015 Grădina Botanică din Singapore

### Siria
- 1979 Orașul vechi din Damasc
- 1980 Palmyra
- 1980 Amfiteatrul și centru vechi din Bosra
- 1986 Orașul vechi din Aleppo
- 2006 Crac des Chevaliers și Qal'at Salah El-Din
- 2011 Satele antice din Siria de nord

### Slovacia
- 1993 Satul Vlkolinec
- 1993 Spišský Hrad și monumentele culturale asociate
- 1993 Localitatea minieră Banská Štiavnica
- 1995, 2000 Peștera din Aggtelek și Carstul Slovac
- 2000 Centrul vechi istoric din Bardejov
- 2007 Pădurile primare și bătrâne de fag din Carpați și din alte regiuni ale Europei
- 2008 Bisericile de lemn din Carpații Slovaciei

### Slovenia
- 1986 Peșterile din Škocjan
- 2011 Siturile palafitice preistorice din jurul Alpilor de pe teritoriul Sloveniei
- 2012 Almadén și Indrija (locuri istorice de extragere a mercurului)
- 2017 Pădurile primare și bătrâne de fag din Carpați și din alte regiuni ale Europei

### Spania
- 1984 Parcul Güell, Palau Güell și Casa Milà în Barcelona
- 1984 Mănăstirea și Escorialul, Madrid
- 1984 Catedrala din Burgos
- 1984 Alhambra, Generalife și Albaicín, Granada
- 1984 Centrul istoric al Córdobei
- 1985 Monumentele din Oviedo și ale regatului Asturias
- 1985 Peșterile din Altamira
- 1985 Orașul vechi din Segovia
- 1985 Orașul vechi din Santiago de Compostela
- 1985 Orașul vechi din Ávila și bisericile extra-murale
- 1986, 2001 arhitectura mudierilor din Aragon
- 1986 Parcul național Garajonay
- 1986 Orașul vechi istoric din Cáceres
- 1986 Orașul vechi istoric din Toledo
- 1987 Catedrala, Alcazarul și Archivo de Indias din Sevilla
- 1988 Orașul vechi istoric din Salamanca
- 1991 Mănăstirea Poblet
- 1993 Situl arheologic din Mérida
- 1993 Mănăstirea Regală din Santa María de Guadalupe
- 1993 Drumul de pelerinaj spre Santiago de Compostela
- 1994 Parcul național Doñana
- 1996 Orașul istoric fortificat Cuenca
- 1996 La Lonja de la Seda din Valencia
- 1997 Palau de la Música Catalana și Hospital de Sant Pau, Barcelona
- 1997 Las Médulas
- 1997 Mănăstirile San Millán de Yuso și Suso
- 1998 Arta rupeastră a Arcului Mediteranean al Peninsulei Iberice
- 1998 Universitatea și vechiul centru istoric din Alcalá de Henares
- 1999 Insula Ibiza, biodiverstate și cultură
- 1999 San Cristóbal de La Laguna
- 2000 Siturile arheologice din Sierra de Atapuerca
- 2000 Crângul de palmieri din Elche
- 2000 Bisericile romanice catalone din Vall de Boí
- 2000 Fortificațiile romane din Lugo
- 2000 Ansamblul arheologic din Tarragona
- 2001 Peisajul cultural din Aranjuez
- 2001 Ansamblurile monumentale renascentiste din Úbeda și Baeza
- 2006 Podul Vizcaya (Biscaya)
- 2007 Parcul național Teide de pe insula Tenerife
- 2009 Torre de Hércules
- 2011 Peisajul cultural Serra de Tramuntana de pe insula Mallorca
- 2012 Almadén (loc istoric de extragere a mercurului)

### Sri Lanka
- 1982 "Orașul sfânt" Anuradhapura
- 1982 Ruinele vechiului oraș Polonnaruva
- 1982 Ruinele vechiului oraș Sigirija
- 1988 Rezervația naturală "Sinharaja Forest"
- 1988 "Orașul sfânt" Kandy
- 1988 Centrul istoric și fortificațiile din Gallé
- 1991 Templul auriu sculptat în stâncă de la Dambulla
- 2010 Platourile Înalte din centrul insulei

### St. Kitts și Nevis
- 1999 Parcul național și fortăreața Brimstone Hill

### St. Lucia
- 2004 Rezervația națională Pitons

### Statele Unite ale Americii
- 1978 Parcul Național Mesa Verde
- 1978 Parcul Național Yellowstone
- 1979 Parcul Național Everglades
- 1979 Parcul Național Grand Canyon
- 1979 Parcurile Naționale Kluane și Wrangell-Saint-Elias, parcul natural provincial Tatshenshini-Alsek
- 1979 Sala Independenței din Philadelphia
- 1980 Parcul Național Redwood
- 1981 Parcul Național Peștera Mamutului
- 1981 Parcul Național Olympic Mountains
- 1982 Așezarea preistorică Cahokia Mounds
- 1983 Parcul național Great Smoky Mountains
- 1983 Fortăreața "La Fortaleza" și centrul vechi din San Juan (Puerto Rico)
- 1984 Statuia Libertății din New York
- 1984 Parcul Național Yosemite
- 1987 Monticello și Universitatea Virginia din Charlottesville
- 1987 Parcul Național Chaco
- 1987 Parcul Național vulcanic din Hawaii
- 1992 Satul de indieni Pueblo din Taos
- 1995 Parcul Național Carlsbad-Caverns
- 1995 Parcul Național Glacier
- 2010 Papahānaumokuākea
- 2014 Construcțiile monumentale de pământ de la Poverty Point⁠(d)
- 2015 Misiunile de la San Antonio⁠(d)

### Sudan
- 2003 Muntele sacru Dschebel Barkal și siturile arheologice din regiunea Napata
- 2011 Siturile arheologice din insulele Méroé

### Suedia
- 1991 Domeniul regal Drottningholm
- 1993 Birka și Hovgården
- 1993 Turnătoria de fier Engelberg
- 1994 Gravurile rupestre de la Tanum
- 1994 Cimitirul Skogskyrkogården din Stockholm
- 1995 Orașul hanseatic Visby de pe insula Gotland
- 1996 Domeniul clerical Gammelstad din Luleå
- 1996 Peisajul arctic din Laponia
- 1998 Portul naval Karlskrona
- 2000, 2006 Arhipelagul Kvarken
- 2000 Peisajul agricol din Öland
- 2001 Vechea zonă minieră de exploatare a cuprului de la Falun
- 2004 Postul de radio Varberg
- 2005 Arcul geodezic Struve (pe teritoriul Suediei)
- 2012 Casele producătorilor de cherestea din provincia Hälsingland

### Surinam
- 2000 Rezervația naturală din Surinamul Central
- 2002 Centrul istoric în stil colonial neerlandez al orașului Paramaribo

## T

### Tadjikistan
- 2010 Situl arheologic de la Sarazm
- 2013 Parcul național din masivul muntos Pamir

### Tanzania
- 1979 Rezervația naturală Ngorongoro
- 1981 Ruinele Kilwa Kisiwani și Songo Mnara
- 1981 Parcul național Serengeti
- 1982 Rezervația faunistică Selous
- 1987 Parcul național Kilimanjaro
- 2000 Orașul de piatră Zanzibar
- 2006 Picturile rupestre din zona Kondoa

### Thailanda
- 1991 Ruinele de la Sukhothai
- 1991 Ruinele de la Ayutthaya
- 1991 Rezervația faunistică de la Thung Yai-Huai Kha Khaeng
- 1992 Situl arheologic de la Ban-Chiang
- 2005 Complexul forestier Dong Phayayen - Khao Yai

### Togo
- 2004 Koutammakou

### Tunisia
- 1979 Amfiteatrul roman din El Djem
- 1979 Situl arheologic din Cartagina
- 1979 Medina din Tunis
- 1980 Parcul național Ichkeul
- 1985 Orașul punic Kerkuan (Kerkouane) și necropola sa
- 1988 Medina din Sousse
- 1988 Medina din Kairouan
- 1997 Situl arheologic din Dougga (Thugga)

### Turcia
- 1985 Zonele istorice din Istanbul
- 1985 Parcul Național Göreme și monumentele în stâncă din Capadocia
- 1985 Marea Moschee și Spitalul din Divrigi
- 1986 Ruinele orașului antic Hattușa
- 1987 Mormintele de la Nemrut Dağ
- 1988 Ruinele de la Xanthos cu sanctuarul Latona
- 1988 Hierapolis și Pamukkale
- 1994 Orașul vechi din Safranbolu
- 1998 Troia
- 2011 Moscheea Selimiye din Edirne
- 2012 Așezarea neolitică de la Çatalhöyük (Anatolia)
- 2014 Bursa și Cumalıkızık⁠(d): nașterea Imperiului Otoman
- 2014 Pergamon și peisajul său cultural în straturi
- 2015 Grădinile Hevsel și peisajul cultural al Cetății Diyarbakır
- 2015 Efes
- 2017 Aphrodisias

### Turkmenistan
- 1999 Ruinele vechiului oraș Merv
- 2005 Kunja-Urgentsch
- 2007 Fortificațiile parților din Nisa

### Țările de Jos
- 1995 Schokland și împrejurimile sale
- 1996 Linia de apărare fortificată din Amsterdam
- 1997 Rețeaua de mori din Kinderdijk-Elshout
- 1998 Stația de pompare Wouda
- 1999 Beemster
- 2000 Casa „Rietveld-Schröder” din Utrecht
- 2010 Cartierul și canalele Singelgracht din Amsterdam
- 2014 Van Nellefabriek⁠⁠(d)

## U

### Ucraina
- 1990 Catedrala Sf.Sofia și Lavra Pecerska din Kiev
- 1998 Centrul istoric din Liov (în ucraineană Львів / L'viv)
- 2005 Arcul geodezic Struve (pe teritoriul Ucrainei)
- 2007 Pădurile primare și bătrâne de fag din Carpați și din alte regiuni ale Europei
- 2011 Reședința mitropoliților Bucovinei și Dalmației din Cernăuți
- 2013 Bisericile de lemn din Carpați
- 2013 Chersonesul Tauric (peninsula Crimeea și orașul antic Chersones)

### Uganda
- 1994 Pădurile din zona Bwindi
- 1994 Masivul muntos Ruwenzori
- 2001 Mormintele din Kasubi ale regilor din dinastia Buganda

### Ungaria
- 1987 Vechiul sat Hollókő
- 1987, 2002 Budapesta (cartierul Buda și zona malurilor Dunării)
- 1995, 2000 Zona Aggtelek și Carstul Slovac
- 1996 Abația benedictină din Pannonhalma
- 1999 Parcul național „Puszta” din Hortobágy
- 2000 Cimitirul paleocreștin din Pécs
- 2001 Peisajul cultural de la Lacul Neusiedler / Fertöd
- 2002 Peisajul cultural-istoric și regiunea viticolă Tokaj

### Uruguay
- 1995 Cartierul istoric din Colonia del Sacramento
- 2015 Peisajul cultural-industrial Fray Bentos⁠(d)

### Uzbekistan
- 1990 Centrul istoric Itchan-Kala din orașul Ditchan-Kala
- 1993 Centrul istoric al orașului Buhara
- 2000 Centrul istoric al orașului Shakhrisyabz
- 2001 Samarkand - Întrepătrundere de culturi

## V

### Vanuatu
- 2008 Domeniul șefului de trib Roi Mata

### Venezuela
- 1993 Centrul istoric și portul din Coro
- 1994 Parcul Național Canaima
- 2000 "Orașul universitar" din Caracas

### Vietnam
- 1993 Complexul Monumentelor din Hué
- 1994 Golful Ha Long
- 1999 Orașul vechi Hội An
- 1999 Sanctuarul My Son
- 2003 Parcul Național Phong Nha-Ke Bang
- 2010 Citadela imperială Thang Long din Hanoi
- 2011 Citadela dinastiei Hô
- 2014 Complexul peisagistic Tràng An⁠(d)

### Vatican
- 1984 Orașul-stat Vatican

## Y

### Yemen
- 1982 Orașul vechi din Shibam și zidurile sale de apărare
- 1988 Orașul vechi din Sana'a
- 1993 Medina din Zabid
- 2008 Arhipelagul Sokotra

## Z

### Zambia
- 1989 Cascada Victoria

### Zimbabwe
- 1984 Parcul național Mana-Pools, Sapi și Chewore-Safari
- 1986 Ruinele vechiului oraș Marele Zimbabwe
- 1986 Ruinele de la Khami
- 1989 Cascada Victoria
- 2003 Matobo Hills